# Kokoppor
Kokoppor är en infektionssjukdom som orsakas av ett virus som tillhör släktet Orthopoxvirus och familjen poxvirus. Sjukdomen är en zoonos, vilket innebär att viruset kan spridas från djur till människa. Gnagare, främst sorkar, anses vara virusets naturliga värd.
Kokoppor var på 1700-talet en vanligt förekommande infektionssjukdom hos nötkreatur och gav blåsliknande utslag på kons juver och spenar. Benämningen kokoppor uppkom just därför att smittan initialt observerades och beskrevs hos kor, inte för att kor är den primära reservoaren för viruset.
Kokoppvirus är nära besläktat med variolavirus som ger upphov till smittkoppor hos människa och fick stor betydelse för utvecklingen av det första vaccinet. Läkaren Edward Jenner gjorde iakttagelsen att personer som smittats av kokoppor därefter inte blev sjuka i smittkoppor. Han drog slutsatsen att en person som haft kokoppor, en sjukdom med ett ganska lindrigt förlopp, efteråt utvecklade en immunitet som skyddade mot den betydligt allvarligare sjukdomen smittkoppor. Vacca betyder ko på latin; därav benämningen.

## Historia

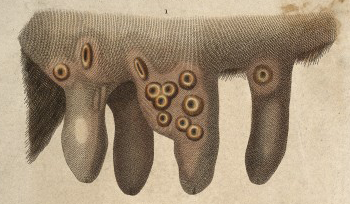
Kokoppor på kons juver.

År 1796 genomförde Edward Jenner ett försök där han från en smittad mjölkerska tog material från hennes såriga koppor och inokulerade detta i handen på en 8-årig pojke. Efter att han bara visat lindriga symtom lät Jenner efter ca 6 veckor inokulera smittkoppsmaterial i pojken genom ytliga incisioner och punktioner, så kallad variolisation. Pojken förblev frisk. Vid samma tid i Sverige hade variolationsförsök redan påbörjats i Stockholm, dock med flera misslyckade försök där personer avled av inokulationen. Trots motgångarna fortsatte läkare i Sverige att kämpa för variolationen. En svensk medicine adjunkt vid namn Munch af Rosenschöld fick ett mycket starkt intresse för Jenners upptäckt och jobbade energiskt med att få vaccinationen spridd i Sverige. År 1816 blev vaccineringen obligatorisk i Sverige. År 1967 arbetade världshälsoorganisationen fram en plan för att helt utrota smittkoppor i världen. Det sista fallet är noterat i Somalia, 1977. År 1980 förklarades variolaviruset utrotat.

## Morfologi
Virus som ingår i släktet Orthopoxvirus har en nästintill identisk morfologi. Viruspartikeln är oval och har en tegelstenslik form. Storleken rör sig från 220 till 450 nm (nanometer) lång och 140–260 nm bred. Ytmembranet består av lipoproteiner och i kärnan finns virusets dubbelsträngade DNA som är omslutet av ett kärnmembran vars stavformade strukturer ordnar sig i lager som kallas palissad. Mellan palissadlagren och det yttre membranet finns två ovala sidokroppar.

## Replikationscykel och egenskaper
Orthopoxvirus finns i två former: moget virus (engelska: mature virion, MV) och extra membranomslutet virus (engelska: enveloped virion, EV). Kokoppsvirus liksom övriga virus i släktet orthopoxsvirus tar sig in i värdcellen genom att binda till glykosaminoglykaner (GAGs) på cellens yttre membran. Fusion sker med cellmembranet och via endocytos släpps inkapslat virus in i cytoplasman. Genreplikationen är indelad i 3 faser: tidig, intermediär och sen. I tidig fas börjar viralt RNA-polymeras transkribera gener. Syntes sker av tidiga proteiner som immunförsvarsmolekyler och tillväxtfaktorer. Virusets yttre membran sönderdelas av enzymer och DNA från virus flyter därefter fritt i cytoplasman. I intermediär fas syntetiseras intermediära proteiner och DNA-replikeringen startar. I sen fas syntetiseras sena proteiner som till exempel strukturella proteiner och transkriptionsfaktorer. Nybildning av virus sker i virala fabriker i cytoplasman i en process där virusets DNA paketeras och blir inneslutet i en kapsel. Först i form av en halvmåne (engelska: crescent) innan kapseln helt försluts och en omogen, sfärisk viruspartikel bildas. Då virus mognat till MV har två laterala kroppar tillkommit på var sida om den nu bikonkava kärnan som bidrar till att viruset får sin tegelstensliknande form. Dessutom infogas ytproteiner i membranet. MV sprids sedan vidare till andra celler då värdcellen lyserar av infektionen. Alternativt sprids viruset som EV genom att via trans golgi (golgiapparaten) erhålla ett extra membran och via exocytos lämna cellen. Virus kan också tas upp i celler via apoptotisk mimikry genom att efterlikna apoptotiska kroppar. Virus har samma signalmolekyl (fosfatidylserin) på sitt membran och känns då igen av receptorer på dendritiska celler och makrofager som tar upp viruset i cellen. 

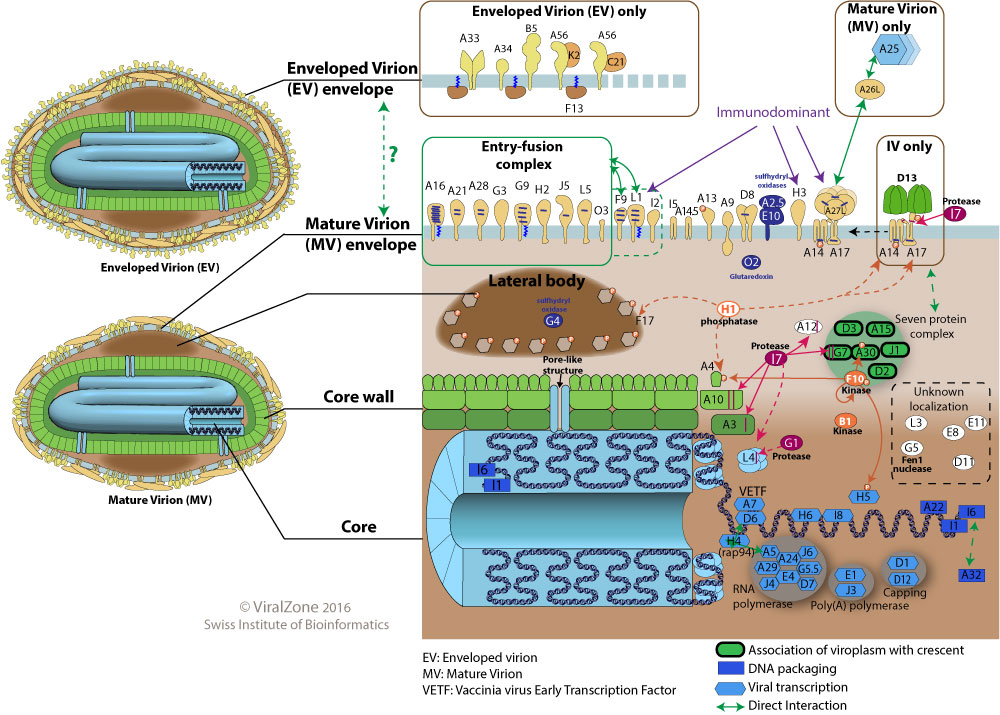
En illustration av proteinsyntes hos Orthopoxvirus.

Alla virus inom släktet orthopoxvirus har en väldigt likartad DNA-sekvens och immunologisk respons. Värdens immunförsvar reagerar därför på antigenerna på liknande sätt. Det innebär att tidigare infektion av ett virus inom orthopoxsläktet anses generera skydd mot övriga virus inom släktet. Mutationsfrekvensen är låg.
För att försvara sig mot virusinfektion kan celler genomgå apoptos och därmed också ta virus med sig in i döden. Apoptos kan ske både via intracellulära och extracellulära vägar. Mellan en tredjedel och hälften av Poxvirus genom kodar för tillverkning av virala proteiner som modifierar värdcellens immunförsvar, bland annat genom att förhindra apoptos hos värdcellen för att därigenom öka möjligheten till spridning av virus. Kokoppsvirus uttrycker serinproteashämmare (serpin) som dämpar caspasers aktivitet. Inflammation är ytterligare en försvarsmekanism i celler som också dämpas av serpin. Poxvirus förmåga att modifiera immunförsvaret utvärderas för användning vid cancerbehandling (onkolytiska virus).

## Smittspridning och förekomst
Familjen poxvirus kan infektera många olika djur och har ett stort utbredningsområde. Det finns en mångfald av dessa virustyper och virulensen varierar beroende på hur immunförsvarets respons är hos den stora variationen av värdar viruset kan angripa. Fram till början av 1970-talet var kokoppor frekvent förekommande hos nötkreatur i Europa och sporadiska fall kunde ses bland människor och då främst hos mjölkerskor som smittats av infekterade kor. Därefter sågs en minskning av antalet fall hos nötkreatur och människor medan infektionerna ökade hos tillfälliga värdar såsom katter och elefanter. Gnagare och främst sorkar som anses vara den primära värden av kokoppsvirus smittar tamkatter som i sin tur riskerar att smitta människa.
Inom släktet orthopoxvirus betraktas smittkoppor som utrotat sedan 1980 men det sker fortfarande en spridning av apkoppsvirus, kokoppsvirus och vacciniavirus som även kan smitta människor. Orthopoxvirus är anmärkningsvärda för sitt breda spektrum av värdar. Orthopoxvirus innefattar virus som specifikt drabbar en viss art men också virus som angriper generellt med flera värdar. Kokoppsvirus tillhör den generella gruppen där väldigt många olika däggdjur kan drabbas (till exempel räv, ekorre, bäver, råtta, häst, lejon, puma) inklusive människan, med fall i Europa och Asien. Av hittills kända fall har gepard, tamkatt, brunråtta, ko och asiatisk elefant fört smittan vidare till människan. Det finns inte dokumenterat att viruset sprids mellan människor.
Kokoppsvirus kan endast infektera människor genom direkt kontakt med djur som är infekterade. Fall har beskrivits där människor handskats med sjuka djur och viruset har tagit sig in i sår på händerna.

## Sjukdom

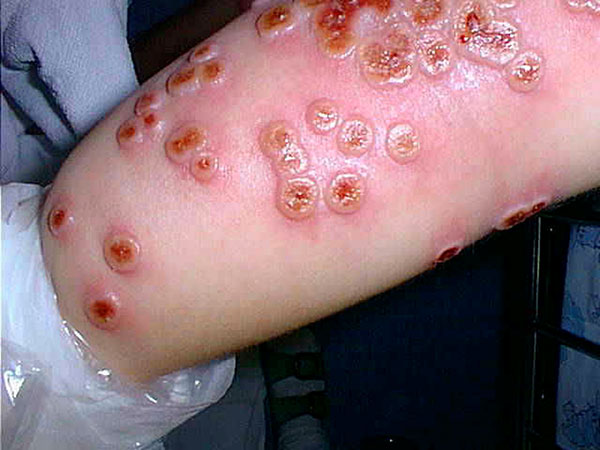
En 4-årig flicka från Finland får sjukhusvård mot kokoppor september 2020. Fotot visar kokoppor på hennes underarm.

Kokoppsvirus infekterar huden genom kontakt och inkubationstiden är ca. 2–5 dagar. När kopporna blivit synliga uppkommer symtom som feber, huvudvärk, allmän sjukdomskänsla och ibland kräkningar. Kopporna uppträder ofta på händer och ibland ansikte och hals, eftersom viruset smittar genom fysisk kontakt. Viruset tar sig in genom en redan existerande öppning i huden, som ett litet sår eller spricka. Blåsorna kan vara smärtsamma och sitta kvar upp till 8 veckor. De är runda, väl avgränsade mot huden och blir 0,5–2 cm i diameter och har ofta en central punkt. De utvecklas från små märken på huden till vätskefyllda blåsor för att sedan bli skorpor. Huden runt om kopporna kan bli röd, svullen och öm och ärrbildning är vanligt. Människor med nedsatt immunförsvar eller exfolativa hudsjukdomar som till exempel eksem löper högre risk för svår sjukdom, som i sällsynta fall kan leda till döden. Kokoppor kan vara svåra att diagnostisera eftersom det nu för tiden är en relativt sällsynt sjukdom. Om kopporna uppträder i huden nära ögonen kan det leda till komplikationer på hornhinnan och ge allvarliga följder för synen.

## Behandling
Behandling av kokoppsvirusinfektioner är mestadels stödjande vård, som att se till att den sjuka har nog med vätska och näring, samt att förebygga sekundära infektioner. För kokoppsviruset ges inte i nuläget antiviral medicinering, ej heller antibiotika om inte patienten har fått en sekundär bakteriell infektion. Dock har nya framgångsrika studier gjorts med möss där man gett dem cidofovir, en viral DNA-polymeras-inhibitor.
Cidofovir har ett brett spektrum av aktivitet mot DNA-virus och har visat sig hämma replikering av orthopoxvirus. I nuläget ges cidofovir till människor för behandling av bland annat allvarliga herpesvirusinfektioner. I studier i laboratorium med möss har cidofovir visat sig vara mycket effektivt mot kokoppsvirus, kamelkoppsvirus och apkoppsvirus och har föreslagits för behandling av människor.